# Selección femenina de fútbol sub-19 de Moldavia
La selección femenina de fútbol sub-19 de Moldavia representa a Moldavia en el fútbol internacional en este nivel de edad, controlada por la Federación Moldava de Fútbol, el organismo rector del fútbol en Moldavia. Se considera que el equipo es el equipo de apoyo para la selección absoluta de fútbol femenino de Moldavia. El equipo compite para clasificarse para el Campeonato Europeo Femenino Sub-19 de la UEFA que se celebra todos los años. Desde la creación de la selección femenina sub-19 de Moldavia, la selección sub-19 nunca ha logrado llegar a una fase final del Campeonato Femenino Sub-19 de la UEFA, pero ha producido muchas jugadoras, que se han convertido en internacionales regulares para la selección absoluta. Las jugadoras nacidas a partir del 1 de enero de 2004 son elegibles para la clasificación para el Campeonato Europeo Femenino Sub-19 de la UEFA 2023. Actualmente son entrenadas por Alexandra Bocancea.

## Estadísticas

### Campeonato Europeo Femenino Sub-18/19 de la UEFA
Era sub-18, 2000-2001
Era sub-19, 2002-presente
| 2000  | No se clasificó | No se clasificó | No se clasificó | No se clasificó | No se clasificó | No se clasificó | No se clasificó | No se clasificó | No se clasificó | 5  | 1 | 1 | 3  | 6  | 33  | −27  |
| 2001  | No se clasificó | No se clasificó | No se clasificó | No se clasificó | No se clasificó | No se clasificó | No se clasificó | No se clasificó | No se clasificó | 2  | 0 | 0 | 2  | 0  | 9   | −9   |
| 2002  | No participó    | No participó    | No participó    | No participó    | No participó    | No participó    | No participó    | No participó    | No participó    | —  | — | — | —  | —  | —   | —    |
| 2003  | No se clasificó | No se clasificó | No se clasificó | No se clasificó | No se clasificó | No se clasificó | No se clasificó | No se clasificó | No se clasificó | 3  | 0 | 0 | 3  | 0  | 9   | −9   |
| 2004  | No participó    | No participó    | No participó    | No participó    | No participó    | No participó    | No participó    | No participó    | No participó    | —  | — | — | —  | —  | —   | —    |
| 2005  | No se clasificó | No se clasificó | No se clasificó | No se clasificó | No se clasificó | No se clasificó | No se clasificó | No se clasificó | No se clasificó | 6  | 1 | 0 | 5  | 4  | 29  | −25  |
| 2006  | No se clasificó | No se clasificó | No se clasificó | No se clasificó | No se clasificó | No se clasificó | No se clasificó | No se clasificó | No se clasificó | 3  | 0 | 0 | 3  | 1  | 8   | −7   |
| 2007  | No se clasificó | No se clasificó | No se clasificó | No se clasificó | No se clasificó | No se clasificó | No se clasificó | No se clasificó | No se clasificó | 3  | 0 | 0 | 3  | 0  | 19  | −19  |
| 2008  | No se clasificó | No se clasificó | No se clasificó | No se clasificó | No se clasificó | No se clasificó | No se clasificó | No se clasificó | No se clasificó | 3  | 0 | 0 | 3  | 0  | 30  | −30  |
| 2009  | No se clasificó | No se clasificó | No se clasificó | No se clasificó | No se clasificó | No se clasificó | No se clasificó | No se clasificó | No se clasificó | 3  | 0 | 0 | 3  | 0  | 36  | −36  |
| 2010  | No se clasificó | No se clasificó | No se clasificó | No se clasificó | No se clasificó | No se clasificó | No se clasificó | No se clasificó | No se clasificó | 3  | 0 | 0 | 3  | 0  | 13  | −13  |
| 2011  | No se clasificó | No se clasificó | No se clasificó | No se clasificó | No se clasificó | No se clasificó | No se clasificó | No se clasificó | No se clasificó | 3  | 1 | 0 | 2  | 2  | 8   | −6   |
| 2012  | No se clasificó | No se clasificó | No se clasificó | No se clasificó | No se clasificó | No se clasificó | No se clasificó | No se clasificó | No se clasificó | 3  | 0 | 0 | 3  | 0  | 14  | −14  |
| 2013  | No se clasificó | No se clasificó | No se clasificó | No se clasificó | No se clasificó | No se clasificó | No se clasificó | No se clasificó | No se clasificó | 3  | 0 | 1 | 2  | 1  | 17  | −16  |
| 2014  | No se clasificó | No se clasificó | No se clasificó | No se clasificó | No se clasificó | No se clasificó | No se clasificó | No se clasificó | No se clasificó | 3  | 0 | 1 | 2  | 3  | 9   | −6   |
| 2015  | No se clasificó | No se clasificó | No se clasificó | No se clasificó | No se clasificó | No se clasificó | No se clasificó | No se clasificó | No se clasificó | 3  | 1 | 1 | 1  | 4  | 6   | −2   |
| 2016  | No se clasificó | No se clasificó | No se clasificó | No se clasificó | No se clasificó | No se clasificó | No se clasificó | No se clasificó | No se clasificó | 3  | 1 | 0 | 2  | 2  | 22  | −20  |
| 2017  | No se clasificó | No se clasificó | No se clasificó | No se clasificó | No se clasificó | No se clasificó | No se clasificó | No se clasificó | No se clasificó | 3  | 0 | 0 | 3  | 0  | 6   | −6   |
| 2018  | No se clasificó | No se clasificó | No se clasificó | No se clasificó | No se clasificó | No se clasificó | No se clasificó | No se clasificó | No se clasificó | 3  | 0 | 0 | 3  | 0  | 21  | −21  |
| 2019  | No se clasificó | No se clasificó | No se clasificó | No se clasificó | No se clasificó | No se clasificó | No se clasificó | No se clasificó | No se clasificó | 3  | 0 | 0 | 3  | 1  | 17  | −16  |
| 2020  | No se clasificó | No se clasificó | No se clasificó | No se clasificó | No se clasificó | No se clasificó | No se clasificó | No se clasificó | No se clasificó | 3  | 0 | 0 | 3  | 0  | 17  | −17  |
| 2022  | No se clasificó | No se clasificó | No se clasificó | No se clasificó | No se clasificó | No se clasificó | No se clasificó | No se clasificó | No se clasificó | 6  | 1 | 1 | 4  | 5  | 11  | −6   |
| 2023  | No se clasificó | No se clasificó | No se clasificó | No se clasificó | No se clasificó | No se clasificó | No se clasificó | No se clasificó | No se clasificó | 5  | 2 | 1 | 2  | 10 | 11  | −1   |
| Total | 0/21            |                 |                 |                 |                 |                 |                 |                 |                 | 72 | 8 | 6 | 58 | 39 | 345 | −306 |